# Ejército de Sudáfrica
El Ejército Sudafricano es la rama terrestre de la Fuerza de Defensa Nacional de Sudáfrica. El Ejército de Sudáfrica es la principal fuerza de guerra terrestre de Sudáfrica y forma parte de la Fuerza de Defensa Nacional de Sudáfrica (FDNS), junto con la Fuerza Aérea de Sudáfrica, la Armada de Sudáfrica y el Servicio de Salud Militar de Sudáfrica. El Ejército está comandado por el Jefe del Ejército, que está subordinado al Jefe de la FDNS.

## Historia del Ejército Sudafricano

### Introducción
La Fuerza de Defensa de la Unión (UDF) (en inglés: Union Defence Force) (en afrikáans: Unie-Verdedigingsmag) comprendía las fuerzas armadas de Sudáfrica, desde el 1 de julio de 1912, cuando entró en vigor la Ley de Defensa (n.º 13 de 1912), dos años después de la creación de la Unión Sudafricana, hasta 1957, cuando la fuerza fue reorganizada y rebautizada como Fuerza de Defensa de Sudáfrica (FDS). El Ejército Sudafricano fue formado en 1912, como parte de la Fuerza de Defensa de la Unión, mediante la fusión de las fuerzas coloniales sudafricanas tras la unificación de Sudáfrica. La FDU evolucionó dentro de la tradición de la guerra fronteriza librada por las fuerzas de comando de la milicia bóer, reforzada por la desconfianza histórica del pueblo afrikáner hacia los grandes ejércitos permanentes. Tras la ascensión al poder del Partido Nacional, se cortaron los antiguos vínculos del Ejército Sudafricano con la Mancomunidad de Naciones (Commonwealth). El Ejército Sudafricano cambió profundamente con el fin del régimen del apartheid y las reformas políticas posteriores, cuando la Fuerza de Defensa Sudafricana (FDS) se convirtió en la Fuerza Nacional de Defensa de Sudáfrica (FNDS). A lo largo de su historia, el Ejército Sudafricano ha luchado en varias guerras importantes, entre ellas la Primera Guerra Mundial, la Segunda Guerra Mundial, la guerra civil de Rodesia y la Guerra de la frontera de Sudáfrica. El Ejército Sudafricano, también ha estado involucrado en muchas operaciones de mantenimiento de la paz, como la intervención de la Comunidad de Desarrollo de África Austral en Lesoto, la Operación Boleas, la Segunda guerra civil centroafricana, y en diversas operaciones de contrainsurgencia en África, llevadas a cabo bajo los auspicios de las Naciones Unidas, o como parte de operaciones más amplias de la Unión Africana en el sur de África. El ejército también jugó un papel clave en el control de la violencia política sectaria en Sudáfrica, durante finales de los años 80 y principios de los años 90 del siglo XX.

### Inicios
Después de que se formó la Unión Sudafricana en 1910, el Mariscal de campo Jan Smuts, el ministro de defensa de la Unión, dio una alta prioridad a la creación de un ejército unificado, a partir de los ejércitos separados de las cuatro provincias de la Unión (las fuerzas coloniales británicas de la Provincia del Cabo, las fuerzas coloniales británicas de la Provincia de Natal, la Provincia del Transvaal y el Estado Libre de Orange. La Ley de Defensa (N.º 13) de 1912, estableció una Fuerza de Defensa de la Unión (FDU) que incluía una fuerza permanente (un ejército permanente) de soldados de carrera, una fuerza ciudadana de reclutas temporales y voluntarios, así como una organización de cadetes. La ley de 1912 también obligaba a todos los varones blancos de entre 17 y 60 años a servir en el ejército, pero esto no se aplicaba estrictamente porque había un gran número de voluntarios. En cambio, la mitad de los hombres blancos de entre 17 y 25 años fueron reclutados por sorteo para servir en la Fuerza de Defensa Ciudadana (FDC). A efectos de formación, la Unión se dividió en 15 distritos militares. Inicialmente, la fuerza permanente estaba formada por cinco regimientos de fusileros montados sudafricanos (RFMS), cada uno con una batería de artillería hipomóvil. Dorning decía que:

"El regimiento de fusileros montados sudafricanos (RFMS) era en realidad una policía militar similar a los fusileros montados de El Cabo, una fuerza encargada principalmente del trabajo policial en sus respectivas áreas geográficas".

Entre los años 1913 y 1914, se convocó una fuerza ciudadana de 23 400 miembros, para reprimir varias huelgas industriales en Witwatersrand, en la Provincia de Gauteng. De acuerdo con la Ley de Defensa de 1912, la Fuerza de Defensa Ciudadana, fue establecida, bajo el mando del General de brigada C.F. Beyers, el 1 de julio de 1913. La fuerza autorizada de la FDC y la guarnición de la Guardia costera (GGC), era de unos 25 155 hombres, y el 31 de diciembre, la fuerza real sobre el terreno era de unos 23 462 hombres.

### Primera Guerra Mundial

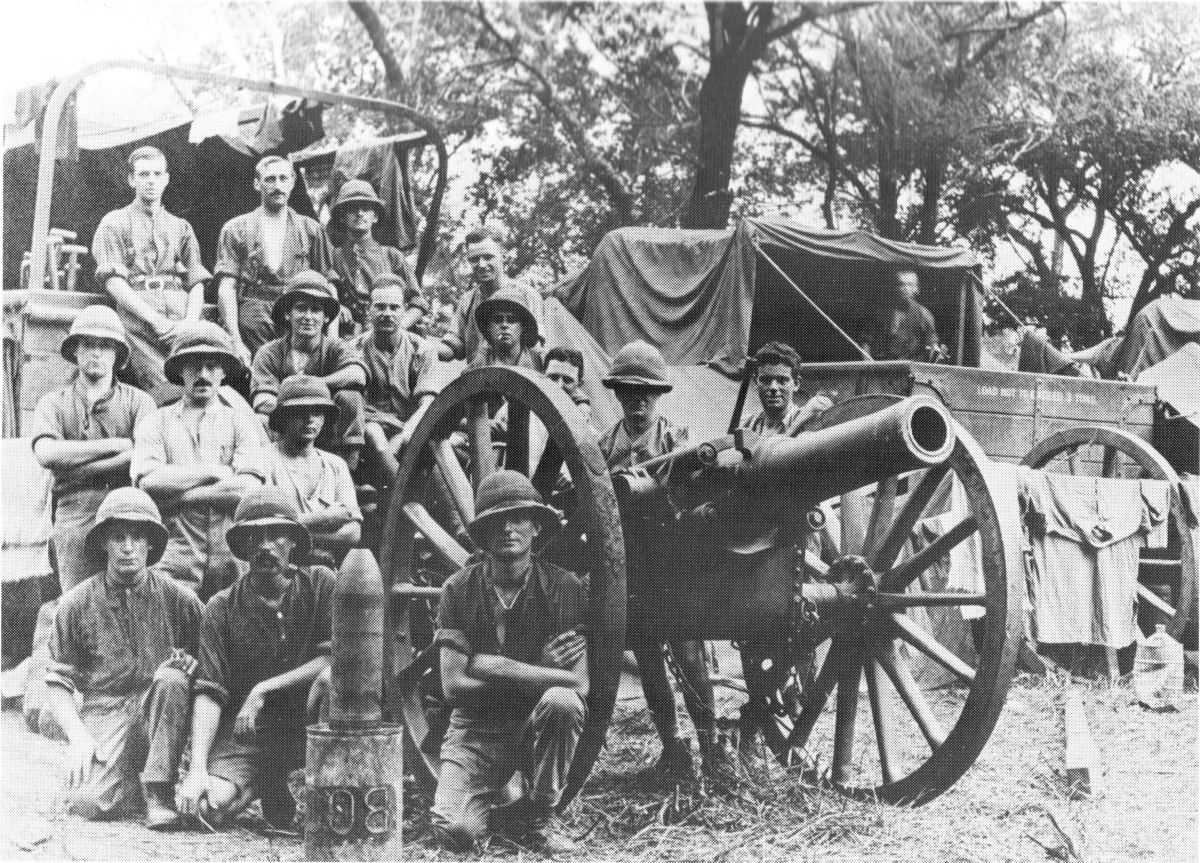
Obús remolcado de 5.4 pulgadas y su tripulación, África Oriental Alemana.

Tras la declaración de guerra británica contra el Imperio alemán, el 4 de agosto de 1914, Sudáfrica fue una extensión del esfuerzo bélico británico debido a su condición de dominio del Imperio británico. Aunque era autónoma, Sudáfrica, junto con otros dominios como Australia, Canadá y Nueva Zelanda, dependía del Reino Unido. El General Louis Botha, entonces Primer ministro, enfrentó una oposición generalizada del pueblo afrikáner, a luchar junto al Reino Unido, tan poco tiempo después de haber librado la segunda guerra bóer, y tuvo que sofocar la Rebelión Maritz, una rebelión militar de algunos de los elementos más extremistas, antes de poder enviar una fuerza expedicionaria de unos 67 000 hombres, para invadir el África del Sudoeste alemana (Namibia). Las tropas alemanas estacionadas allí finalmente se rindieron a las fuerzas sudafricanas en julio de 1915. En 1920, Sudáfrica recibió un mandato de la Sociedad de las Naciones para gobernar la antigua colonia alemana y prepararla para la independencia en unos pocos años, sin embargo, la ocupación sudafricana de Namibia continuó hasta 1990.

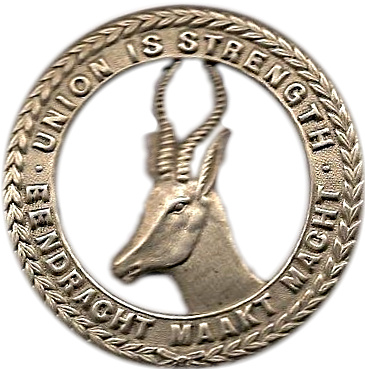
Insignia de gorra de la 1.ª Brigada de Infantería de Sudáfrica. El lema dice: "Union is strength", la unión es fuerza.

Más tarde, la Brigada de Infantería Sudafricana y varias otras unidades de apoyo, como el Cuerpo de Trabajo Nativo de Sudáfrica, fueron enviadas a Francia, para luchar en el Frente Occidental como la Fuerza Expedicionaria Sudafricana en el Extranjero, bajo mando británico. La 1.ª Brigada Sudafricana, estaba formada por cuatro regimientos del tamaño de un batallón de infantería, que representaban a hombres de las cuatro provincias de la Unión de Sudáfrica, así como de Rodesia. El 1.er Regimiento era de la Provincia del Cabo, el 2.º Regimiento era de Natal y el Estado Libre de Orange, y el 3.er Regimiento era de Transvaal y Rodesia. El 4.º Regimiento se llamaba Escocés Sudafricano y se formó entre miembros de los Escoceses de Transvaal y los Highlanders de Ciudad del Cabo; llevaban el tartán de los Atholl Highlanders. Las unidades de apoyo incluían cinco baterías de artillería pesada, una unidad de ambulancia de campaña, una compañía de señales de los ingenieros reales, y un hospital militar.

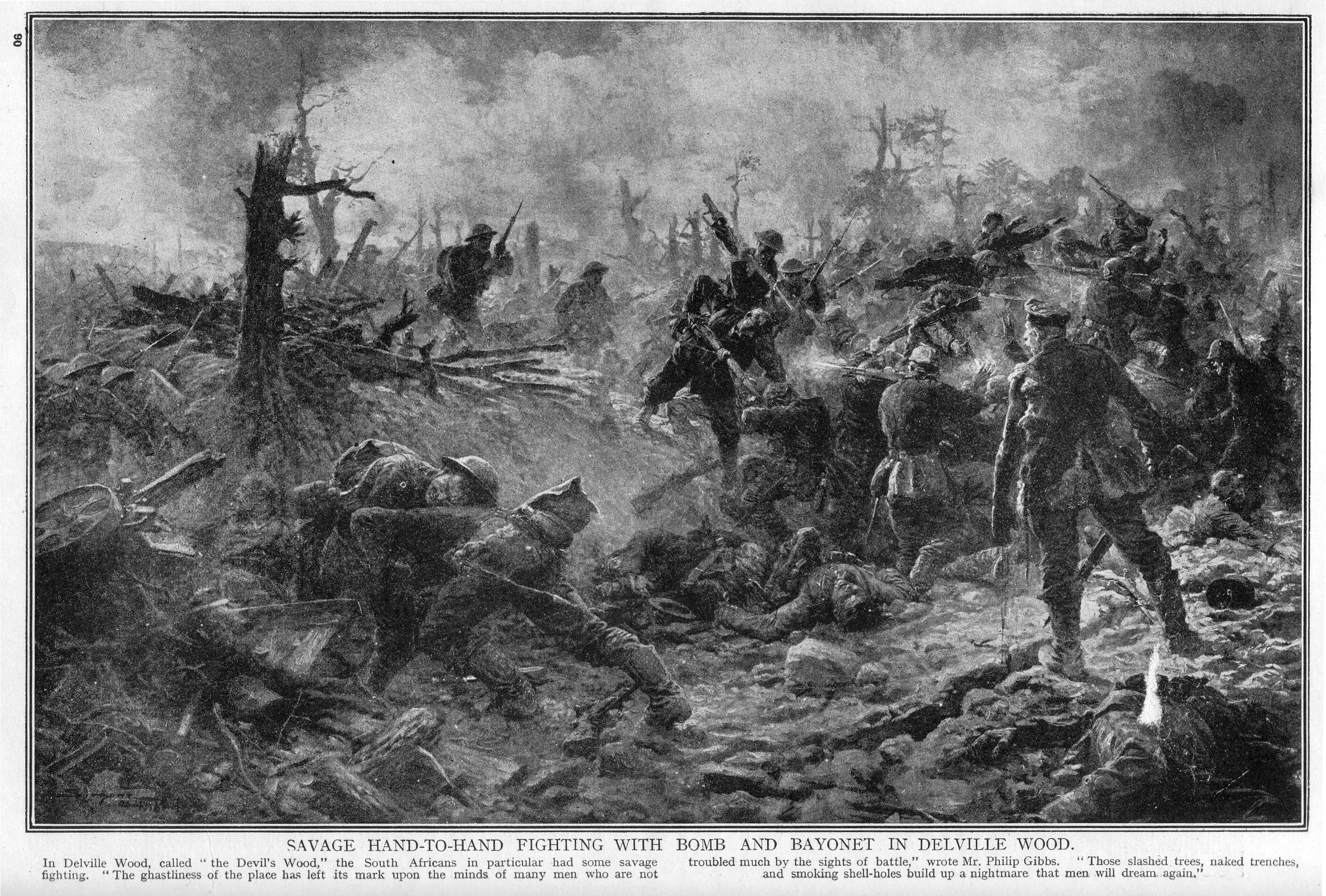
Sudafricanos y rodesianos luchan cuerpo a cuerpo contra los alemanes en el bosque de Delville.

La acción más costosa en la que lucharon las fuerzas sudafricanas en el frente occidental, fue la batalla de Delville Wood en 1916, de los 3.000 hombres de la brigada de combate que entraron en el bosque, sólo 768 salieron ilesos, otra trágica pérdida de vidas para las fuerzas sudafricanas durante la guerra fue el hundimiento del barco de pasajeros SS Mendi, el 21 de febrero de 1917, mientras transportaba a 607 miembros del Cuerpo de Trabajo Nativo de Sudáfrica, desde el Reino Unido hasta Francia, el buque fue impactado y partido por la mitad por otro barco.
Además, en la guerra contra las fuerzas alemanas y los Askaris en el África Oriental Alemana, también participaron más de 20 000 soldados sudafricanos, lucharon bajo el mando del Mariscal de campo Jan Smuts, que dirigía la campaña de las fuerzas sudafricanas y británicas en 1915. (Durante la guerra, el ejército sudafricano estaba dirigido por el Mariscal de campo Smuts, que se había reincorporado al ejército desde su puesto como Ministro de Defensa, al estallar la guerra). 
Los sudafricanos de color también presenciaron una acción notable con el Cuerpo del Cabo en Palestina. Con una población de aproximadamente 6 millones de personas, entre 1914 y 1918, más de 250 000 sudafricanos de todas las razas sirvieron voluntariamente a su país. Miles más sirvieron directamente en el Ejército británico, más de 3000 se unieron al Real Cuerpo Aéreo (RCA) británico, y más de 100 se ofrecieron como voluntarios para la Armada Real Británica. Más de 146 000 blancos, 83 000 negros y mulatos, 2500 mestizos y asiáticos, también sirvieron en el África sudoccidental alemana, en África oriental, en Oriente Medio, o en el Frente Occidental en Europa. Sufrieron aproximadamente 19 000 bajas, más de 7000 sudafricanos murieron, y casi 12 000 resultaron heridos durante el transcurso de la guerra. Ocho sudafricanos ganaron la Cruz Victoria por su valentía, la medalla militar más alta y prestigiosa del Imperio británico. La batalla de Delville Wood y el hundimiento del SS Mendi fueron los mayores incidentes con pérdida de vidas sudafricanas de la Gran guerra.

### Décadas de 1920 y 1930
Las bajas durante la guerra y la desmovilización de la posguerra debilitaron a la Fuerza de Defensa de la Unión (FDU). Una nueva legislación de 1922 restableció el servicio militar obligatorio para los hombres blancos mayores de 21 años durante cuatro años de entrenamiento y servicio militar y reconstituyó la fuerza de defensa permanente. Las tropas de la FDU, asumieron tareas de seguridad interna en Sudáfrica y sofocaron varias rebeliones contra la dominación sudafricana en el suroeste de África. Los sudafricanos sufrieron muchas bajas, especialmente en 1922, cuando un grupo independiente de nativos conocido como Bondelswarts, encabezó una revuelta, en 1925, los bastardos de Rehoboth, reclamaban una autonomía cultural y una independencia política, y en 1932, la población Ovambo a lo largo de la frontera con Angola, exigió el fin de la dominación sudafricana. Durante la Rebelión del Rand de 1922, que tuvo lugar en Witwatersrand, en la Provincia de Gauteng, 14 000 miembros de la FDU y algunos reservistas fueron llamados a filas. Los recortes de gastos redujeron la FDU en su conjunto. El último regimiento restante de fusileros montados de Sudáfrica, se disolvió el 31 de marzo de 1926, y el número de distritos militares se redujo de 16 a seis, el 1 de abril de 1926. También se disolvió el cuartel general de la brigada de artillería de campaña de las FDU. En 1933, los seis distritos militares fueron redesignados como comandos. Como resultado de sus políticas de reclutamiento, la FDU aumentó sus fuerzas en servicio activo a 56 000 a finales de la década de 1930, 100 000 hombres pertenecían a la reserva nacional de fusileros, que proporcionaba a los reclutas entrenamiento y práctica de tiro con armas de fuego.

### Segunda Guerra Mundial

#### Introducción

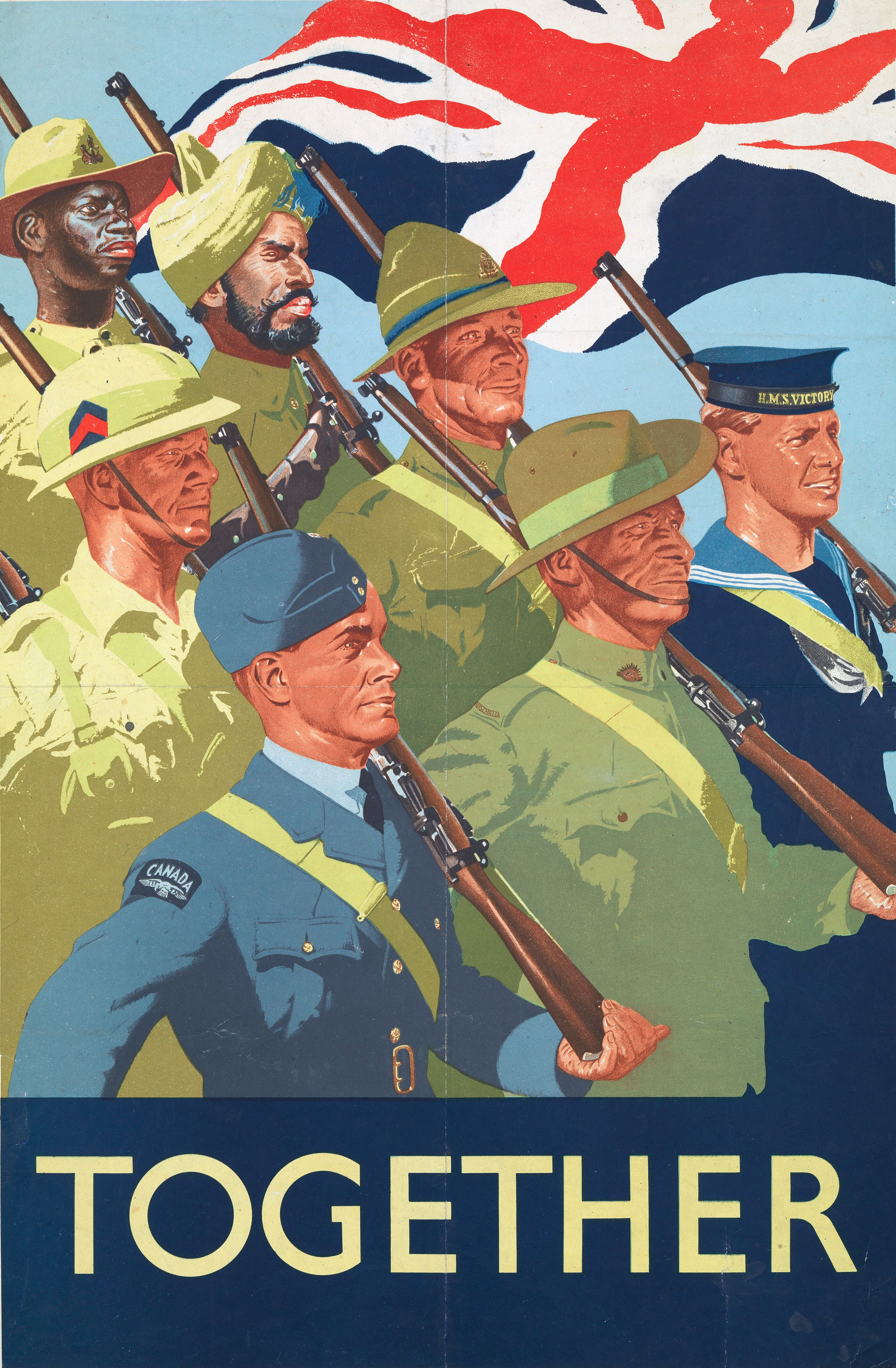
Cartel que representa a varios soldados, aviadores y marineros de la Mancomunidad de Naciones, marchando juntos.

Durante la Segunda Guerra Mundial, muchos sudafricanos hicieron el servicio militar. La Unión Sudafricana participó junto con otras fuerzas del Imperio Británico en batallas en el norte de África contra el Mariscal de campo Erwin Rommel y su Deutches Afrikakorps, y muchos pilotos sudafricanos se unieron a la Real Fuerza Aérea Británica (RFAB) y lucharon contra las Potencias del Eje en el teatro de operaciones europeo. Durante la Segunda Guerra Mundial, el Ejército sudafricano luchó en las campañas de África Oriental, Norte de África e Italia.

#### Tropas auxiliares

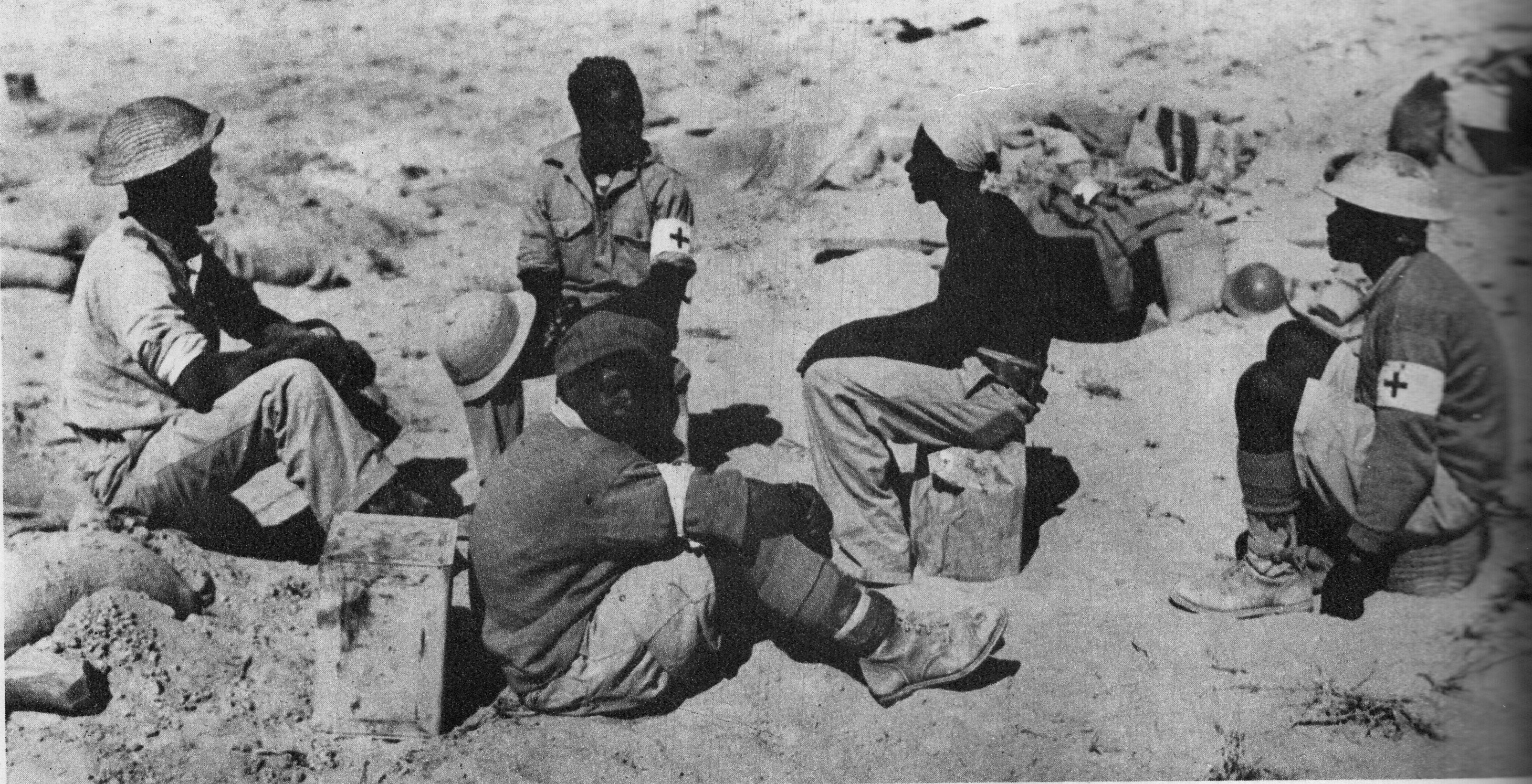
Camilleros del Cuerpo Militar Auxiliar, en el Desierto Occidental, durante la Segunda Guerra Mundial.

La población india y de color de la Provincia del Cabo, fue reclutada en el Cuerpo del Cabo, también se formó un cuerpo militar auxiliar negro para realizar tareas de apoyo. 

#### Comandos regionales
En 1939, el Ejército de Sudáfrica se dividió en varios comandos regionales, estos incluían el comando de la Provincia del Cabo Occidental, con sede en el Castillo de Buena Esperanza, en Ciudad del Cabo, el comando de la Provincia del Estado Libre, con sede en Bloemfontein, el comando de KwaZulu-Natal, con sede en Durban, el comando de Witwatersrand, con sede en Johannesburgo, en la Provincia de Gauteng, a este comando pertenecían la quinta y la novena brigada, y la artillería hipomóvil de Transvaal, el comando de Transvaal, con sede en Pretoria, en la Provincia de Gauteng, y el comando de la Provincia del Cabo Oriental, con sede en East London.

#### Declaración de guerra
La declaración de guerra a Alemania, sólo contaba con el apoyo de una estrecha mayoría en el Parlamento de Sudáfrica, y estuvo lejos de ser universalmente popular, había una minoría significativa que se oponía activamente a la guerra, de manera que implantar el servicio militar obligatorio no era una opción recomendable. 

#### Personal militar
En septiembre de 1939, el Ejército sudafricano contaba sólo con 5353 combatientes regulares, y con 14 631 hombres adicionales de la Fuerza de Defensa Ciudadana (FDC) que ofrecía entrenamiento a voluntarios en tiempos de paz, y que en tiempo de guerra formaba al cuerpo principal del ejército. Los planes realizados antes de la guerra, no preveían que el ejército lucharía fuera de Sudáfrica, y este estaba entrenado y equipado para la guerra en la jungla. Uno de los mayores problemas a los que se enfrentó Sudáfrica durante la guerra, fue la escasez de hombres disponibles. De manera aproximada, el número de soldados disponibles era unos 320 000 hombres. La expansión del ejército sudafricano, y su posterior despliegue en el extranjero, dependía enteramente de la buena disposición de los voluntarios. 

#### Unidades militares

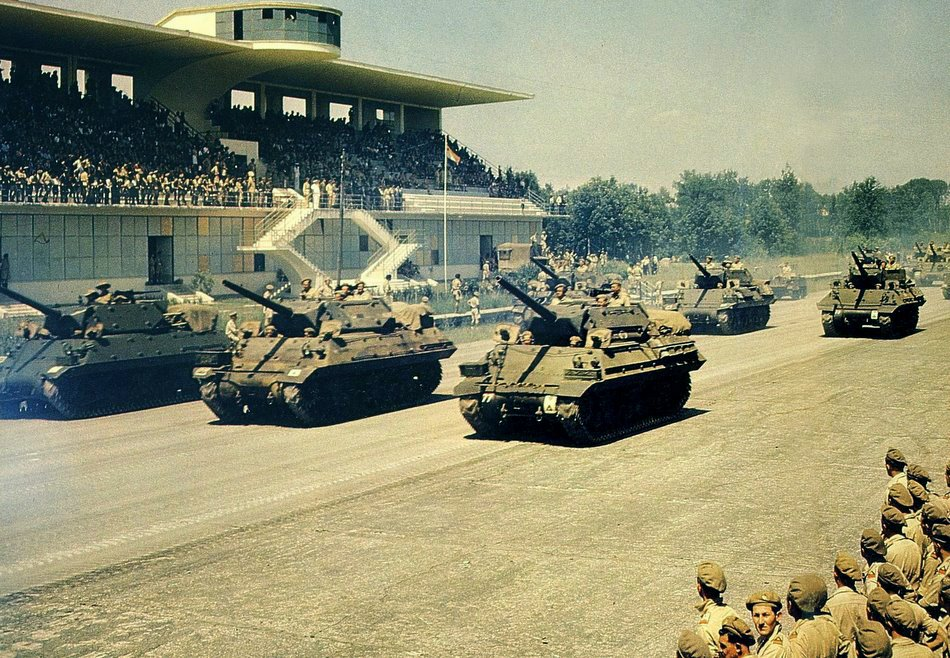
Desfile de la 6.ª División Blindada de Sudáfrica, en el circuito de carreras de Monza, en Italia.

La 1.ª División de Infantería de Sudáfrica participó en varias acciones en África Oriental en 1940, África del Norte en 1941 y 1942, incluida la Segunda Batalla de El Alamein, antes de retirarse a Sudáfrica. 
La 2.ª División de Infantería de Sudáfrica también participó en una serie de acciones en el norte de África durante 1942, pero el 21 de junio de 1942, dos brigadas de infantería mecanizada completas de la división, así como la mayoría de las unidades de apoyo, fueron capturadas en la caída de Tobruk. 
La 3.ª División de Infantería de Sudáfrica nunca participó activamente en ninguna batalla, sino que organizó y entrenó a las fuerzas de defensa nacionales de Sudáfrica, realizó tareas de guarnición y proporcionó reemplazos para la 1.ª División de Infantería de Sudáfrica y la 2.ª División de Infantería de Sudáfrica. Sin embargo, una de las unidades constituyentes de esta división, la séptima brigada de combate de infantería motorizada, participó en la Batalla de Madagascar en 1942. 
La 6.ª División Blindada de Sudáfrica luchó en numerosas acciones en Italia, entre 1944 y 1945.

#### Número de bajas
De los 334 000 voluntarios para el servicio en el Ejército sudafricano durante la guerra (incluidos unos 211 000 blancos, 77 000 negros y 46 000 mestizos del Cabo y asiáticos), alrededor de 9000 murieron en combate (KIA), aunque la comisión de tumbas de guerra de la Mancomunidad de Naciones, tiene registros de 11 023 soldados sudafricanos que murieron en combate durante la Segunda Guerra Mundial.

### Período de posguerra
La expansión en tiempos de guerra fue seguida nuevamente por una rápida desmovilización después de la Segunda Guerra Mundial. Tras un siglo de enfrentamientos entre anglos y bóeres, seguidos de décadas de creciente influencia británica en Sudáfrica, habían alimentado el resentimiento del pueblo afrikáner. El resurgimiento del nacionalismo afrikáner, fue un factor importante en el crecimiento del Partido Nacional (PN) a medida que se acercaban las elecciones de 1948. Después de la estrecha victoria electoral del PN en 1948, el gobierno comenzó a africanizar el ejército, amplió las obligaciones del servicio militar y aplicó las leyes de reclutamiento de una manera más estricta. Las diversas unidades de comando se clasificaron posteriormente como comandos independientes y continuaron como un solo batallón o en pequeñas unidades independientes. Como parte de la reorganización de la posguerra, las asociaciones de fusileros de defensa fueron disueltas en 1948, y fueron reemplazadas por una nueva organización de comando, contando con una fuerza de 90 000 hombres, también se decidió establecer y mantener dos divisiones del ejército completas en la FDU, a saber, la Primera División de infantería sudafricana y la Sexta División blindada sudafricana, que constaba de varias brigadas de infantería y una brigada blindada. A principios de la década de 1950, la Unión necesitaba una división blindada para prestar servicio activo en Oriente Medio, en caso de guerra en la región. Con este fin, se encargaron unos 200 tanques Centurión, los primeros tanques se entregaron en julio de 1952. Durante el ejercicio Orange, realizado en 1956, el ejército probó sus tanques Centurión por primera vez, en un escenario bélico simulado de guerra nuclear.

### Creación de la Fuerza de Defensa de Sudáfrica (FDS)
La Ley de Defensa (N.º 44) de 1957, cambió el nombre de la FDU a Fuerza de Defensa Sudafricana (FDS) y estableció algunas unidades de reacción rápida o comandos para responder a las amenazas localizadas. La FDS, en 1958 contaba con unos 20.000 miembros, creció hasta casi 80.000 hombres en las dos décadas siguientes. Tras la declaración de la República de Sudáfrica en 1961, el título "Real" se eliminó de los nombres de los regimientos del ejército, y la corona se eliminó de las insignias de los regimientos.

### Guerra fronteriza (1966-1989)
A principios de la década de 1960, la amenaza militar de la Organización del Pueblo de África del Sudoeste (SWAPO) y sus partidarios comunistas en África Sudoccidental impulsó al gobierno sudafricano a aumentar las obligaciones del servicio militar y extender los períodos de servicio activo.
La Ley de Defensa (N.º 12) de 1961 autorizaba al ministro de Defensa a desplegar tropas y comandos de la fuerza ciudadana para el control de disturbios, a menudo para sofocar manifestaciones contra el apartheid, especialmente cuando degeneraban en disturbios multitudinarios con pérdida de vidas. La Ley de Defensa (núm. 85) de 1967, también amplió las obligaciones militares, exigiendo a los ciudadanos varones blancos realizar el servicio nacional, incluido un período inicial de entrenamiento, un período de servicio activo, y varios años en estado de reserva, los varones blancos podían ser llamados a filas en cualquier momento. De 1966 a 1989, la FDS, junto con la fuerza territorial del Sudoeste de África, luchó en una guerra de contrainsurgencia en la Guerra Fronteriza de Sudáfrica, contra los rebeldes del SWAPO, en el Sudoeste de África (Namibia), estas operaciones incluyeron la creación de diversas unidades especiales como el Batallón de los Búfalos sudafricano, también llevaron a cabo operaciones en apoyo de los rebeldes de UNITA liderados por Jonas Savimbi en Angola, y contra las tropas cubanas de las FAR que apoyaban al gobierno angoleño del MPLA liderado por António Agostinho Neto. En lo que respecta a las formaciones convencionales, la 7 División sudafricana y las Brigadas 17, 18 y 19 se establecieron el 1 de abril de 1965. Las dificultades con los niveles de dotación provocaron la disolución de la 7 División sudafricana, el 1 de noviembre de 1967, y su reemplazo por la fuerza de tarea del ejército y la 16 Brigada.
Durante la década de 1970, la FDS comenzó a aceptar a ciudadanos no blancos y a mujeres en el ejército, como soldados de carrera, no sólo como voluntarios o reservistas temporales; sin embargo, los primeros sirvieron principalmente, si no exclusivamente, en unidades segregadas, mientras que a las segundas, no se les asignó a funciones de combate. A finales de la década de 1970, el ejército sudafricano fue llamado cada vez más a enfrentar amenazas externas y disturbios internos, que comenzaron a escalar hasta convertirse en una confrontación armada entre el Estado sudafricano y las fuerzas de liberación. El principal de estos grupos armados fue el Umkhonto we Sizwe (Lanza de la Nación) del Congreso Nacional Africano (CNA), el Ejército Popular de Liberación de Azania, de la Organización del Pueblo de Azania (AZAPO), y el Poqo, del Congreso Panafricanista de Azania (CPA). En 1973 se establecieron dos nuevas unidades de infantería: El séptimo batallón de infantería sudafricano, el octavo batallón de infantería sudafricano, con sede en Upington, y el undécimo batallón, con base en Kimberley. En 1973, la FDS se encargaba de la defensa del Namibia. Durante los meses siguientes, el Ejército se vio involucrado en operaciones de combate por primera vez desde la Segunda Guerra Mundial, enfrentándose a grupos del SWAPO que se infiltraban en el suroeste de África.
El cuartel general de la octava división blindada estuvo en activo en Durban, hasta al menos el 27 de septiembre de 1992. A principios de la década de 1980, el ejército fue reestructurado para contrarrestar todas las formas de insurgencia, y al mismo tiempo mantener una fuerza convencional creíble. Para cumplir con estos requisitos, el ejército se dividió en fuerzas convencionales y fuerzas de contrainsurgencia. Las fuerzas de contrainsurgencia se dividieron a su vez en nueve comandos territoriales, cada uno de los cuales era responsable ante el jefe del ejército. La fuerza ciudadana, proporcionó efectivos a la fuerza de defensa convencional. En julio de 1987, el número de comandos territoriales se amplió a diez. Los comandos eran el Comando de la Provincia Occidental (Ciudad del Cabo, 1959-1998); Comando de la Provincia Oriental (Puerto Elizabeth, 1959-1998); Comando del Cabo Norte (Kimberley); Comando del Estado Libre de Orange (Bloemfontein, 1959-1998); Comando de Transvaal del Norte (Pretoria); Comando Witwatersrand (cuartel general en Johannesburgo, objeto de un bombardeo en 1987); Comando Noroeste (Potchefstroom); Comando de Transvaal Oriental (Nelspruit); Comando de Natal (Durban) y Comando del Lejano Norte, con sede en Pietersburg. La FDS también operaba en la zona militar especial de Walvis Bay.
Durante este mismo período, las unidades de ingenieros y señales se agruparon en dos formaciones, la Formación de Ingenieros del Ejército de Sudáfrica (en 1982) y la Formación de Señales del Ejército de Sudáfrica (en 1984), ambas formaciones eran directamente responsables ante el Jefe del Ejército. En 1984 se formaron el Comando Transvaal Oriental (Nelspruit) y el Comando Extremo Norte (Pietersburg). Estos dos nuevos Comandos fueron considerados teatros de operaciones y como tales también tenían responsabilidad sobre las operaciones y unidades convencionales dentro de sus áreas. Por ejemplo, el Comando del Extremo Norte tenía la 73 Brigada Motorizada dentro de su área. El área de responsabilidad de cada comando seguía los límites de las regiones de desarrollo económico. Durante la década de 1980, los requisitos legales para el servicio nacional eran registrarse para el servicio a los dieciséis años y presentarse al servicio cuando era llamado a filas, lo que generalmente ocurría en algún momento después de que un hombre cumpliera los dieciocho años o al dejar la escuela secundaria. Las obligaciones de servicio nacional podían cumplirse mediante el servicio militar activo durante dos años y sirviendo en las reservas, generalmente durante diez o doce años.

### Reservistas
Los reservistas generalmente pasaban noventa días al año de servicio activo o entrenamiento, después de su período inicial de servicio. En su mayor parte, el sistema consistía en que el requisito del Servicio Nacional era de 720 días (dos años) y el servicio de reserva posterior era de 720 días más. El servicio de reserva se dividió en función de las necesidades de las unidades y del individuo en cuestión. Por lo general, esto se traducía en un compromiso operativo de noventa días al año, además de los cursos, desfiles o eventos que pudieran ser necesarios. Los miembros de la reserva podían ofrecerse como voluntarios para realizar tareas adicionales además de las asignadas. Este servicio voluntario adicional fue reconocido con la concesión del emblema de servicio voluntario (ESV) por cinco años de servicio voluntario por encima del compromiso obligatorio. Los requisitos para el servicio nacional cambiaron varias veces durante los años 80 y principios de los 90 en respuesta a las necesidades de seguridad nacional.

### Acciones emblemáticas
La principal acción de la SADF fue la lucha contra la SWAPO y la invasión de Angola durante la Guerra de la Frontera. En ella la superioridad sudafricana quedó demostrada por varias operaciones en territorio enemigo. Las unidades helitransportadas atacaron bases del SWAPO en Zambia y Angola. En ataques más grandes sus unidades mecanizadas invadieron Angola desde casi el primer momento de su independencia y llegaron incluso a asediar su capital, Luanda, hasta que la intervención cubana y la negativa de Estados Unidos a proporcionarles más armas si seguían avanzando les hicieron retroceder. 

### La matanza de Cassinga
El 5 de mayo de 1978, las fuerzas helitransportadas de los Recces (término por el que se conocen a las Fuerzas Especiales de Sudáfrica) llegaron a la base de SWAPO en Cassinga y realizaron un fuerte ataque. La base era para los sudafricanos un centro logístico del SWAPO y para los namibios un campo de refugiados, según el CICR era ambos cosas al mismo tiempo. La intervención fue más peligrosa de lo que suponían los sudafricanos porque a pocos kilómetros de Cassinga estaba acantonado un contingente cubano del que no tenían constancia. Finalmente los Recces destruyeron el campamento y tomaron un millar de prisioneros de guerra; pero la intervención resultó una matanza que empequeñece a la de los estadounidenses en My Lai. La fuerza de élite sudafricana se ensañó con la población civil, matando a más de 600 refugiados, incluidos mujeres, niños y ancianos incapaces de defenderse. Algunas de las fuerzas más destacadas de las SADF, como los Recces, sólo estaban formadas por blancos y en algunas ocasiones dejaban entrar a desertores del SWAPO, útiles por la información y experiencia que podían aportar.

### La Batalla de Cuito Cuanavale
La fuerza aérea sudafricana no tenía una superioridad aérea total, pese a comenzar dominando el espacio aéreo, la llegada de los MiG-23 les hicieron perder el control del cielo, y finalmente fueron los cubanos los que a partir de la Batalla de Cuito Cuanavale, hicieron retroceder al Ejército sudafricano de vuelta a Namibia, provocándole serias derrotas. Las FAR cubanas no atacaron a Namibia. Cuito Cuanavale fue la mayor batalla del África Subsahariana, y en ella se decidió la guerra de Angola, en un principio, fue una operación lanzada por las fuerzas angoleñas (FAPLA) para destruir a las bases de la UNITA (la guerrilla de Jonás Savimbi, apoyada por Washington y Pretoria) al sureste de Angola. Cuba, que dudaba de los éxitos de esa operación, se mantuvo al margen, pero la FAPLA siguió adelante con asesores soviéticos. La ofensiva empezó bien, el ejército angoleño consiguió penetrar cientos de kilómetros sin que la UNITA pudiera detenerlos. Sudáfrica decidió intervenir en apoyo a Savimbi y lanzó sus fuerzas contra los flancos de las FAPLA, que se vio sorprendida y no tuvo más remedio que replegarse al norte. Las fuerzas sudafricanas apoyadas por la UNITA se lanzaron entonces a una contraofensiva que les hizo recuperar territorio de forma rápida y contundente. Las FAPLA retrocedieron hasta el pueblo de Cuito Cuanavale, y ante el peligro de que fueran exterminadas sus mejores unidades, Angola solicitó a Cuba un apoyo urgente. Cuba puso como condición tener el control de las operaciones (en detrimento de los generales soviéticos) y respondió enviando a la zona efectivos que triplicaban a las fuerzas sudafricanas. Entre noviembre de 1987 y marzo de 1988 se produjeron los combates más duros. El uso de los MiG-23 cubanos, que eran muy superiores a los Dassault Mirage III sudafricanos, resultó ser uno de los factores decisivos para inclinar la balanza del lado de las tropas de Cuba-FAPLA. Sin apoyo aéreo, las fuerzas sudafricanas no tuvieron más remedio que replegarse, esta vez perseguidas de forma coordinada por angoleños y cubanos. Para garantizar la superioridad aérea, Cuba construyó un aeropuerto en la aldea de Cahama que permitía a sus aviones atacar las bases sudafricanas en Namibia. Eso complicó aún más las operaciones del Ejército sudafricano, que temía que la ofensiva cubano-angoleña cruzara la frontera. En junio de 1988 un escuadrón de mig-23 destruyó la presa de Calueque, pegado a Namibia, provocando la muerte de una importante agrupación sudafricana. Dos días después, Pretoria solicitó el alto el fuego y el inicio de conversaciones que llevaron a la firma de la paz en diciembre de 1988. En ellas Sudáfrica se comprometió a abandonar Angola, y aceptar la resolución 435 de las Naciones Unidas sobre la independencia de Namibia. Tras esta batalla, la guerra civil de Angola dio un giro hacia la salida de todas las tropas extranjeras de su territorio y la continuación del mismo hasta la muerte de su líder con lo que el movimiento UNITA desapareció como fuerza armada. Las fuerzas sudafricanas sufrieron un duro golpe que tuvo su coste político para el régimen, y terminó contribuyendo al fin del sistema del apartheid. 

### Era post-apartheid

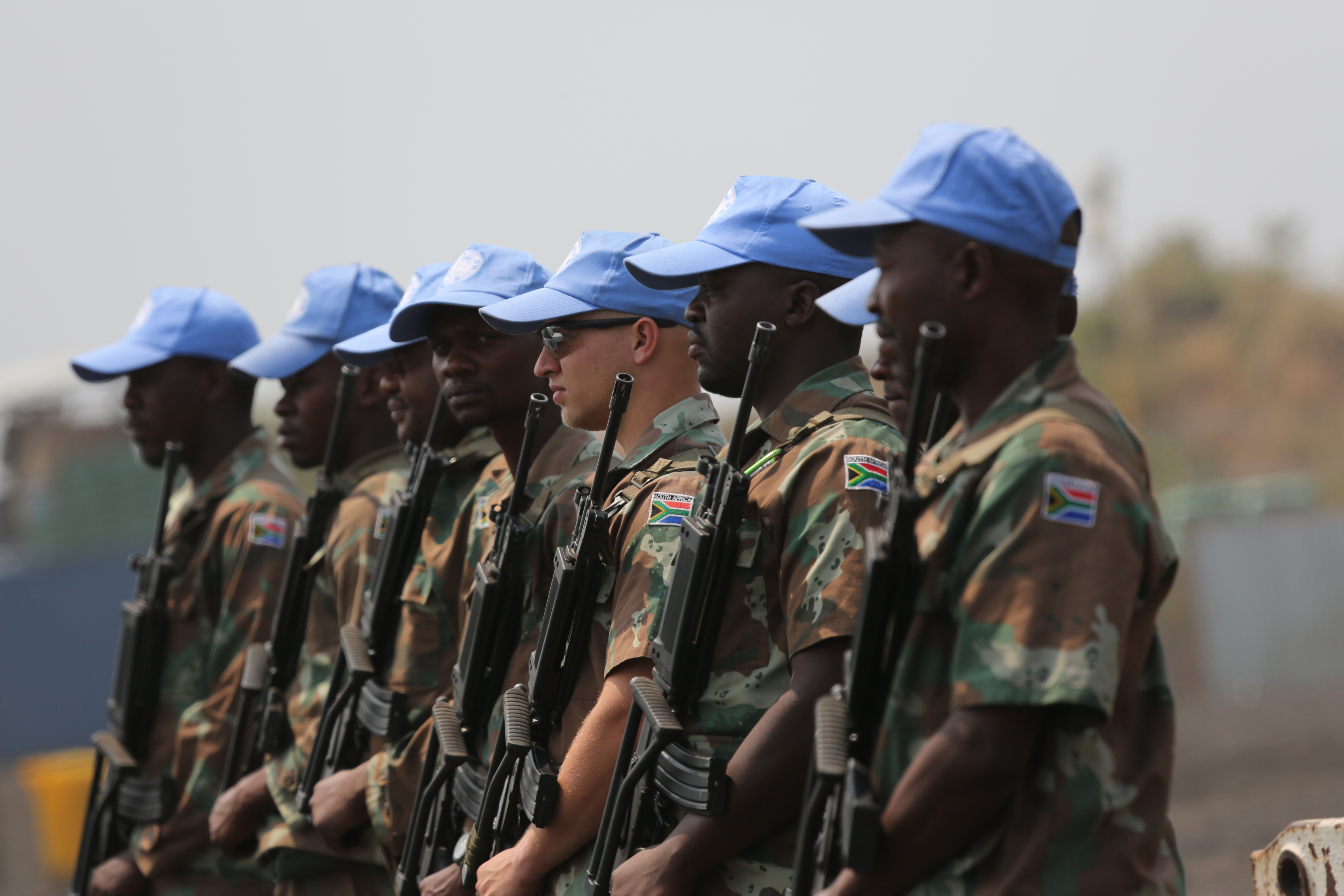
Tropas sudafricanas en Sake, a 10 kilómetros de Goma, República Democrática del Congo.

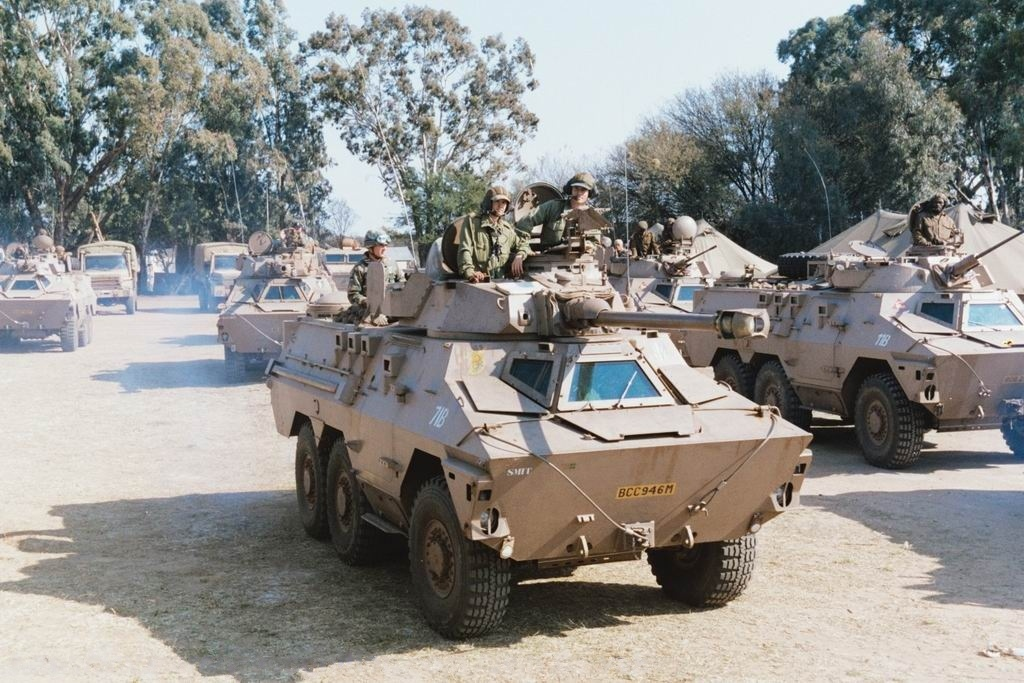
Ratel IFV del Regimiento de Highlanders de Ciudad del Cabo, durante un ejercicio de entrenamiento mecanizado.

Desde principios de la década de 1990 (después de 1992) hasta el 1 de abril de 1997, el ejército sudafricano mantuvo tres divisiones, la 7.ª (con sede en Johannesburgo), la 8.ª (con sede en Durban) y la 9.ª (con sede en Ciudad del Cabo). Estaban formados por un batallón de reconocimiento, dos batallones de defensa antiaérea (cañones AA), dos batallones de artillería (G-5 y G-6), un batallón de MRL de 127 mm, un batallón de ingenieros, dos batallones de carros de combate Olifant MBT, dos batallones blindados Ratel IFV y dos batallones blindados Buffel APC. Todos se fusionaron en la 7.ª División Sudafricana el 1 de abril de 1997 y se convirtieron en las Brigadas 73.ª, 74.ª y 75.ª respectivamente. El 1 de abril de 1997, el Regimiento Louw Wepener, el Regimiento De Wet (Kroonstad) y el Regimiento Dan Pienaar (Bloemfontein) fueron absorbidos por el Regimiento Bloemspruit. La 7.ª División se disolvió el 1 de abril de 1999 y todos los batallones del ejército fueron asignados a formaciones, de acuerdo con las recomendaciones de la Revisión de Defensa de Sudáfrica de 1998. La estructura de la fuerza de formación se implementó de acuerdo con las recomendaciones de la firma auditora Deloitte and Touche, que fueron contratados para elaborar un plan para hacer que el ejército sudafricano fuera más eficiente económicamente. El plan de Deloitte and Touche hacía que el ejército separara sus fuerzas de combate en formaciones de blindados, infantería, artillería e ingenieros. Deane-Peter Baker, del Instituto Sudafricano de Estudios de Seguridad, dijo que este plan, si bien aliviaba, hasta cierto punto, la desconfianza del nuevo liderazgo sudafricano hacia el personal restante de las Fuerzas de Defensa Sudafricanas de la era del apartheid en puestos de mando intermedio, reducía la eficacia de combate del ejército, y fue visto como un error. Otra decisión equivocada fue limitar el diseño de la fuerza de la FDNS para que dependiera de líneas logísticas cortas, para fuerzas móviles altamente mecanizadas, en defensa del territorio nacional, ya que ello causa muchos problemas de suministro durante los modernos despliegues en el extranjero. Este es uno de los principales problemas del ejército y el gobierno está considerando varias soluciones para equipar mejor a las fuerzas desplegadas en una zona para operaciones de proyección de fuerza. Aunque el personal no blanco sirvió como trabajadores desarmados en el ejército en ambas Guerras Mundiales, varios de ellos fueron empleados en unidades segregadas durante la Guerra de la Frontera, y varias unidades fueron completamente desegregadas, no fue hasta 1994, cuando Sudáfrica alcanzó la democracia plena, que el ejército en su conjunto quedó abierto a ciudadanos de todas las razas. Actualmente, la Fuerza de Defensa Nacional de Sudáfrica (FDNS) mantiene cuotas raciales para garantizar que los sudafricanos blancos, negros, ciudadanos de color, indios y mestizos, estén representados proporcionalmente en las fuerzas armadas.

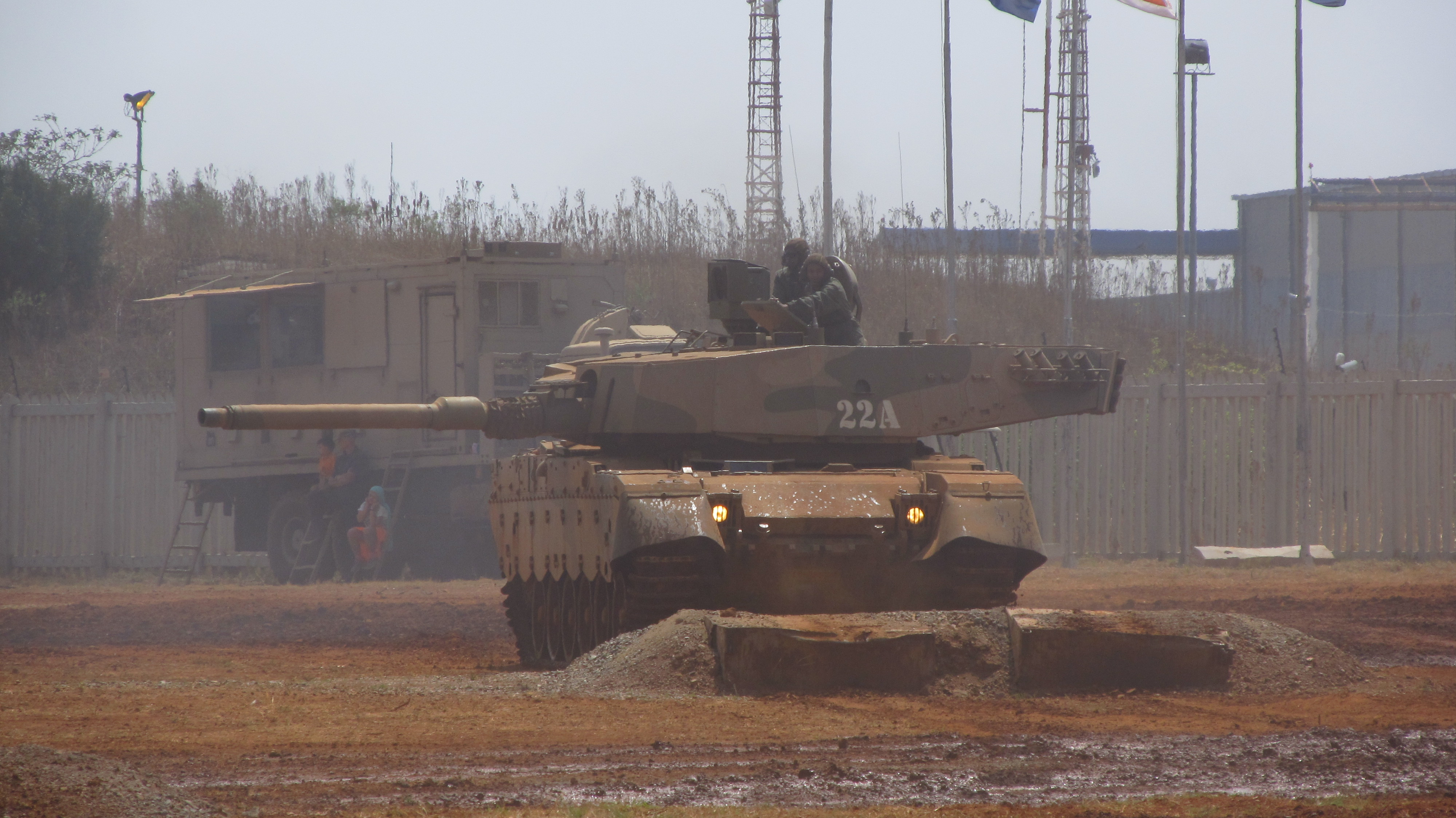
Un tanque Olifant Mk2 del Cuerpo Blindado de Sudáfrica durante la exposición Africa Aerospace Expo 2014.

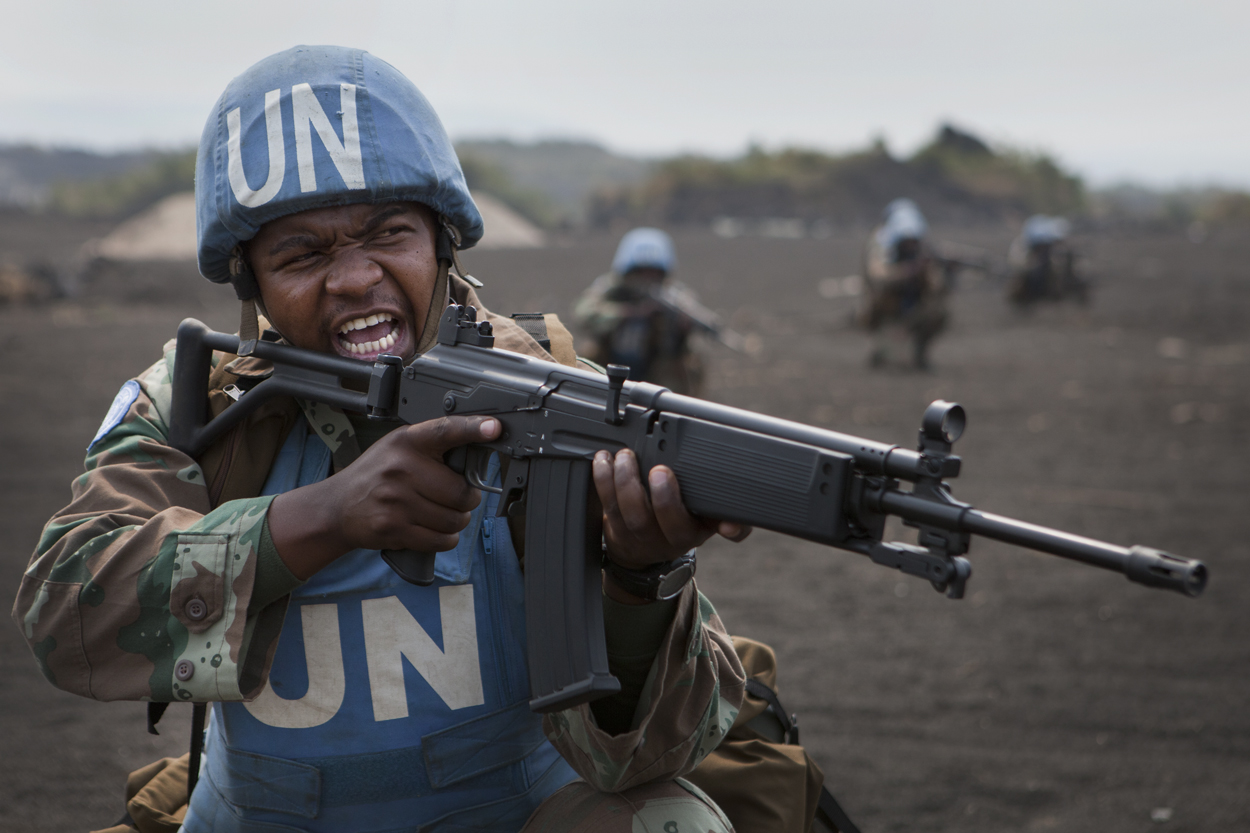
Soldado sudafricano de la Brigada de Intervención de la Fuerza de Naciones Unidas en la República Democrática del Congo.

Durante 2006, el ejército publicó su documento de directrices llamado ARMY VISION 2020, en un nuevo intento de revaluar las estructuras de 1998 que habían demostrado ser deficientes. El ejército planeó regresar a una estructura basada en divisiones, desde la estructura anterior donde simplemente se proporcionaban unidades según las necesidades de las dos brigadas activas. En muchos aspectos, el plan fue un intento de deshacer los efectos del diseño de fuerza inspirado en Deloitte y Touche que entró en vigor en 2001. El nuevo plan era crear dos divisiones y una brigada de operaciones especiales, para llevar a cabo operaciones de montaña, jungla, aerotransportadas y operaciones anfibias. Se habría tenido que llevar a cabo una formación especializada a medida que se dispusiera de fondos. También se iba a crear un regimiento de trabajo para ayudar con el mantenimiento de los edificios e infraestructuras del ejército y las Fuerzas de Defensa. Sin embargo, el plan no se implementó y pareció estancarse hasta la publicación de la Revisión de Defensa de Sudáfrica de 2014. Con la publicación de esa revisión a mediados de 2014, parecía posible que se revitalizara la planificación de 2006. Han surgido preocupaciones en cuanto a las capacidades operativas del ejército, dada la alta proporción del presupuesto del ejército gastado en salarios (alrededor del 80%) y las bajas cantidades presupuestadas para capacidad de capital (5%) y operativa (15%). Además de la gran proporción de oficiales y soldados, la escasez de habilidades críticas, la alta edad promedio del personal de servicio, y la baja proporción de reclutas que son médicamente aptos y están listos para ser desplegados (alrededor del 10% del personal de servicio).

### Operaciones de mantenimiento de la paz
El ejército sudafricano posterior a 1994, ha estado ampliamente involucrado en operaciones de mantenimiento de la paz, bajo el mando de las Naciones Unidas y la Unión Africana, en otros países africanos, como la Misión de Asistencia de las Naciones Unidas en la República de Sudán del Sur (UNMIS) y la Misión de las Naciones Unidas en la República Democrática del Congo (MONUSCO) a pesar de algunos obstáculos y los recortes presupuestarios. Otras operaciones que el gobierno encargó al ejército incluyen la Operación Boleas (Lesoto) y Operación Vimbezela (República Centroafricana). El despliegue en África Central se convirtió rápidamente en una misión de combate y provocó la pérdida de 15 soldados del primer Batallón de Paracaidistas en Bangui. La contribución a la operación Vimbezela, aunque comenzó en 2009, se convirtió en una tarea completamente diferente con el contingente enviado en 2013, la Brigada de Intervención de la Fuerza de las Naciones Unidas, una brigada de intervención de 3000 efectivos, que fue autorizada por el Consejo de Seguridad de las Naciones Unidas, el 28 de marzo de 2013, a través de la Resolución 2098 del Consejo de Seguridad de las Naciones Unidas. Es la primera unidad de mantenimiento de la paz de las Naciones Unidas, a la que se le ha encomendado específicamente la tarea de llevar a cabo las operaciones ofensivas contra los grupos rebeldes armados que operan en la República Democrática del Congo, específicamente aquellos que amenazan la autoridad del Estado congoleño y la seguridad de la población civil. También pueden llevar a cabo su mandato sin la ayuda del Ejército congoleño. La brigada de combate, está formada por tropas de Tanzania, Sudáfrica y Malaui, y ha tenido algunos éxitos contra los grupos rebeldes como el Movimiento 23 de Marzo. La Brigada de Intervención de la Fuerza de las Naciones Unidas, fue reemplazada por la Misión CDAA en la República Democrática del Congo, en 2023.
Tanzania y Malaui han comprometido 2100 soldados para la misión. Sudáfrica ha comprometido 2900 soldados para la misión, de los 38 572 efectivos militares activos en el país. Según los procedimientos operativos estándar del ejército sudafricano, si 2900 soldados sudafricanos están en el teatro de operaciones en combate activo, 2900 entrenando y preparándose para reemplazar al personal en servicio activo, y 2900 están en reposo y recuperación, entonces Sudáfrica ha comprometido al 22% de su personal del ejército en la región.
Todos los países de la Comunidad de Desarrollo de África Austral (CDAA), incluida Sudáfrica, están trabajando para establecer la Brigada de Reserva de la CDAA, como un elemento de la Fuerza Africana de Reserva. Trabajar hacia la creación y fortalecimiento de estas brigadas regionales, debería contribuir a la paz y la seguridad de la región. Los principales desafíos que enfrenta el ejército sudafricano actualmente, son reorientar el diseño de su fuerza militar, equilibrar su presupuesto, integrar a nuevos equipos, para reemplazar a varios sistemas de armas obsoletos, y preparar a las fuerzas de la Fuerza Africana de Reserva, y activar la capacidad africana de respuesta inmediata a las crisis internacionales.

## Equipamiento del Ejército Sudafricano
Actualmente, el Ejército Sudafricano está buscando reemplazos para las flotas de vehículos Mamba APC y Casspir; se planean hasta 3000 APCs y 3000 MRAPs para reemplazar a los 1040 Casspir y los 840 Mamba APC utilizados por el Ejército Sudafricano. Los nuevos vehículos se fabricarán en Sudáfrica.

### Armas de fuego
| Nombre                       | Fotografía               | Origen                   | Tipo                               | Munición                                            | Fabricante                                                                             |
| Pistolas semiautomáticas     | Pistolas semiautomáticas | Pistolas semiautomáticas | Pistolas semiautomáticas           | Pistolas semiautomáticas                            | Pistolas semiautomáticas                                                               |
| ---------------------------- | ------------------------ | ------------------------ | ---------------------------------- | --------------------------------------------------- | -------------------------------------------------------------------------------------- |
| Beretta 92                   |                          | Italia                   | Pistola semiautomática             | 9 × 19 mm Parabellum                                | Beretta                                                                                |
| Vektor SP1                   |                          | Sudáfrica                | Pistola semiautomática             | 9 × 19 mm Parabellum                                | Denel                                                                                  |
| Subfusiles                   |                          |                          |                                    |                                                     |                                                                                        |
| Milkor BXP                   |                          | Sudáfrica                | Subfusil                           | 9 × 19 mm Parabellum                                | Milkor                                                                                 |
| Heckler & Koch MP5           |                          | Alemania                 | Subfusil                           | 9 × 19 mm Parabellum                                | Heckler & Koch                                                                         |
| Fusiles de asalto            |                          |                          |                                    |                                                     |                                                                                        |
| Fusil R4                     |                          | Sudáfrica                | Fusil de asalto                    | 5,56 × 45 mm OTAN                                   | Denel                                                                                  |
| IMI Galil                    |                          | Israel                   | Fusil de asalto                    | 5,56 × 45 mm OTAN                                   | IMI Systems                                                                            |
| Fusiles de combate           |                          |                          |                                    |                                                     |                                                                                        |
| FN FAL                       |                          | Bélgica                  | Fusil de combate                   | 7,62 × 51 mm OTAN                                   | FN Herstal                                                                             |
| Fusiles de francotirador     |                          |                          |                                    |                                                     |                                                                                        |
| Truvelo CMS                  |                          | Sudáfrica                | Fusil de francotirador             | .338 Lapua Magnum12,7 × 99 mm OTAN7,62 × 51 mm OTAN | Truvelo Armoury                                                                        |
| Fusiles antimaterial         |                          |                          |                                    |                                                     |                                                                                        |
| Denel NTW-20                 |                          | Sudáfrica                | Fusil antimaterial                 | MG 151Hispano-Suiza HS.40414,5 × 114 mm             | Denel                                                                                  |
| Escopetas                    |                          |                          |                                    |                                                     |                                                                                        |
| Stoeger SP312                |                          | Estados Unidos           | Escopeta de corredera              | Calibre 12                                          | Stoeger Industries                                                                     |
| Ametralladoras               |                          |                          |                                    |                                                     |                                                                                        |
| Vektor SS-77                 |                          | Sudáfrica                | Ametralladora de propósito general | 7,62 × 51 mm OTAN                                   | Denel                                                                                  |
| FN MAG                       |                          | Bélgica                  | Ametralladora de propósito general | 7,62 × 51 mm OTAN                                   | FN Herstal                                                                             |
| Ametralladora Browning M1919 |                          | Estados Unidos           | Ametralladora media                | .30-06 Springfield                                  | Buffalo Arms CorporationColt's Manufacturing Company General MotorsRock Island Arsenal |
| Browning M2                  |                          | Estados Unidos           | Ametralladora pesada               | 12,7 × 99 mm OTAN                                   | FN HerstalGeneral DynamicsUS OrdnanceOhio Ordnance                                     |
| Lanzagranadas                |                          |                          |                                    |                                                     |                                                                                        |
| Milkor MGL                   |                          | Sudáfrica                | Lanzagranadas                      | Granada de 40 mm                                    | Milkor                                                                                 |
| Denel Y3 AGL                 |                          | Sudáfrica                | Lanzagranadas automático           | Granada de 40 mm                                    | Denel                                                                                  |

### Granadas de mano
| Nombre           | Imagen           | Origen           | Tipo                     | Explosivo        |
| Granadas de mano | Granadas de mano | Granadas de mano | Granadas de mano         | Granadas de mano |
| ---------------- | ---------------- | ---------------- | ------------------------ | ---------------- |
| Granada M61      |                  | Estados Unidos   | Granada de fragmentación | RDXTNT           |

### Armas antitanque
| Nombre                          | Fotografía            | Origen                | Tipo                          | Calibre               | Fabricante            |
| Cañones sin retroceso           | Cañones sin retroceso | Cañones sin retroceso | Cañones sin retroceso         | Cañones sin retroceso | Cañones sin retroceso |
| ------------------------------- | --------------------- | --------------------- | ----------------------------- | --------------------- | --------------------- |
| AT4                             |                       | Suecia                | Cañón sin retroceso           | 84 mm                 | Saab Bofors Dynamics  |
| Carl Gustav                     |                       | Suecia                | Cañón sin retroceso           | 84 mm                 | Saab Bofors Dynamics  |
| M40                             |                       | Estados Unidos        | Cañón sin retroceso           | 105 mm                | Watervliet Arsenal    |
| Granadas propulsadas por cohete |                       |                       |                               |                       |                       |
| RPG-7                           |                       | Rusia                 | Granada propulsada por cohete | 40 mm                 | Bazalt                |

### Misiles antitanque guiados
| Nombre                     | Fotografía                 | Origen                     | Tipo                       | Sistema de guiado            | Fabricante                 |
| Misiles antitanque guiados | Misiles antitanque guiados | Misiles antitanque guiados | Misiles antitanque guiados | Misiles antitanque guiados   | Misiles antitanque guiados |
| -------------------------- | -------------------------- | -------------------------- | -------------------------- | ---------------------------- | -------------------------- |
| MILAN ER                   |                            | Unión Europea              | Misil antitanque           | Misil guiado por cableSACLOS | MBDA                       |
| ZT3 Ingwe                  |                            | Sudáfrica                  | Misil antitanque           | Misil guiado por láserLOSBR  | Denel Dynamics             |

### Vehículos
| Nombre                                                          | Imagen    | Origen    | Tipo                  | Fabricante                      |
| Autobuses                                                       | Autobuses | Autobuses | Autobuses             | Autobuses                       |
| --------------------------------------------------------------- | --------- | --------- | --------------------- | ------------------------------- |
| Scania Busco                                                    |           | Suecia    | Autobús               | Scania                          |
| Camiones militares                                              |           |           |                       |                                 |
| SAMIL 20                                                        |           | Sudáfrica | Camión militar        | Armscor                         |
| SAMIL 50                                                        |           | Sudáfrica | Camión militar        | Armscor                         |
| SAMIL 100                                                       |           | Sudáfrica | Camión militar        | Armscor                         |
| Iveco Trakker                                                   |           | Italia    | Camión militar        | Iveco                           |
| Kynos Aljaba                                                    |           | España    | Camión militar        | Kynos                           |
| MAN KAT1 8x8                                                    |           | Alemania  | Camión militar        | MAN SE                          |
| Camionetas                                                      |           |           |                       |                                 |
| Toyota Dyna                                                     |           | Japón     | Camioneta             | Toyota                          |
| Transportes blindados de personal                               |           |           |                       |                                 |
| Mamba APC                                                       |           | Sudáfrica | TBP                   | Land Systems OMC                |
| MAX 3                                                           |           | Sudáfrica | TBP                   | SVI Engineering                 |
| Vehículos anfibios                                              |           |           |                       |                                 |
| Gecko ATV 8x8                                                   |           | Sudáfrica | Vehículo anfibio      | Land Mobility Technologies      |
| Vehículos de desminado                                          |           |           |                       |                                 |
| Husky VMMD                                                      |           | Sudáfrica | Vehículo de desminado | DCD-Dorbyl                      |
| Vehículos protegidos resistentes a las minas y a las emboscadas |           |           |                       |                                 |
| Casspir                                                         |           | Sudáfrica | VPRME                 | Henred FruehaufLand Systems OMC |
| RG-31 Nyala                                                     |           | Sudáfrica | VPRME                 | Land Systems OMC                |
| Vehículos todoterreno                                           |           |           |                       |                                 |
| Toyota Land Cruiser                                             |           | Japón     | Vehículo todoterreno  | Toyota                          |

### Vehículos de combate
| Nombre                              | Imagen            | Origen            | Tipo                                | Armamento principal          | Fabricante         |
| Carros de combate                   | Carros de combate | Carros de combate | Carros de combate                   | Carros de combate            | Carros de combate  |
| ----------------------------------- | ----------------- | ----------------- | ----------------------------------- | ---------------------------- | ------------------ |
| Olifant Mk 2                        |                   | Sudáfrica         | Carro de combate principal          | Cañón de tanque de 105 mm    | Land Systems OMC   |
| Cazacarros                          |                   |                   |                                     |                              |                    |
| Rooikat                             |                   | Sudáfrica         | Cazacarros                          | Cañón de 76 mm               | Land Systems OMC   |
| Ratel-ZT3                           |                   | Sudáfrica         | Cazacarros                          | Misiles antitanque ZT3 Ingwe | Land Systems OMC   |
| Vehículo de reconocimiento blindado |                   |                   |                                     |                              |                    |
| Ratel-90                            |                   | Sudáfrica         | Vehículo de reconocimiento blindado | Cañón de 90 mm               | Land Systems OMC   |
| Vehículos de combate de infantería  |                   |                   |                                     |                              |                    |
| Badger IFV                          |                   | Sudáfrica         | Vehículo de combate de infantería   | Cañón automático de 30 mm    | Denel Land Systems |
| Ratel IFV-25                        |                   | Sudáfrica         | Vehículo de combate de infantería   | Cañón automático de 25 mm    | Land Systems OMC   |

### Artillería
| Nombre                    | Imagen               | Origen               | Tipo                      | Calibre              | Fabricante           |
| Artillería remolcada      | Artillería remolcada | Artillería remolcada | Artillería remolcada      | Artillería remolcada | Artillería remolcada |
| ------------------------- | -------------------- | -------------------- | ------------------------- | -------------------- | -------------------- |
| Obús Denel G5             |                      | Sudáfrica            | Obús remolcado            | 155 mm               | Denel Land Systems   |
| Soltam M-71               |                      | Israel               | Obús remolcado            | 155 mm               | Soltam Systems       |
| Ordnance QF 25-pounder    |                      | Reino Unido          | Obús remolcado            | 87.63 mm             | Royal Ordnance       |
| Artillería autopropulsada |                      |                      |                           |                      |                      |
| Denel T5                  |                      | Sudáfrica            | Artillería autopropulsada | 155 mm               | Denel Land Systems   |
| Obús autopropulsado G6    |                      | Sudáfrica            | Artillería autopropulsada | 155 mm               | Denel Land Systems   |
| Ratel-60                  |                      | Sudáfrica            | Portamortero              | 60 mm                | Land Systems OMC     |
| Artillería de cohetes     |                      |                      |                           |                      |                      |
| Valkiri                   |                      | Sudáfrica            | Lanzacohetes múltiple     | 127 mm               | Armscor              |
| Bateleur FV2              |                      | Sudáfrica            | Lanzacohetes múltiple     | 127 mm               | Armscor              |
| Morteros                  |                      |                      |                           |                      |                      |
| Soltam M-65               |                      | Israel               | Mortero                   | 120 mm               | Soltam Systems       |
| Vektor M3                 |                      | Sudáfrica            | Mortero                   | 81 mm                | Denel Land Systems   |

### Artillería antiaérea
| Nombre    | Imagen | Origen         | Tipo                 | Calibre | Fabricante                    |
| --------- | ------ | -------------- | -------------------- | ------- | ----------------------------- |
| Skyshield |        | Suiza Alemania | Artillería antiaérea | 35 mm   | Oerlikon ContravesRheinmetall |
| ZU-23-2   |        | Rusia          | Artillería antiaérea | 23 mm   | KBP Instrument Design Bureau  |

### Misiles superficie-aire
| Nombre                  | Imagen                  | Origen                  | Tipo                                     | Sistema de guiado                        | Sistema de lanzamiento          | Fabricante              |
| Misiles superficie-aire | Misiles superficie-aire | Misiles superficie-aire | Misiles superficie-aire                  | Misiles superficie-aire                  | Misiles superficie-aire         | Misiles superficie-aire |
| ----------------------- | ----------------------- | ----------------------- | ---------------------------------------- | ---------------------------------------- | ------------------------------- | ----------------------- |
| Umkhonto                |                         | Sudáfrica               | Misil superficie-aireMisil antibalístico | Búsqueda por infrarrojosDispara y olvida | Sistema de lanzamiento vertical | Denel Dynamics          |
| Starstreak              |                         | Reino Unido             | Misil superficie-aire                    | Misil guiado por láserSACLOS             | MANPADS                         | Thales Air Defence      |

### Radares y sistemas de control de tiro
| Nombre                                | Imagen                                | Origen                                | Tipo                                  | Fabricante                            |
| Radares y sistemas de control de tiro | Radares y sistemas de control de tiro | Radares y sistemas de control de tiro | Radares y sistemas de control de tiro | Radares y sistemas de control de tiro |
| ------------------------------------- | ------------------------------------- | ------------------------------------- | ------------------------------------- | ------------------------------------- |
| ESR220 Thutlwa                        |                                       | Sudáfrica                             | RadarSistema de control de tiro       | Reutech Radar Systems                 |
| Skyguard                              |                                       | Suiza                                 | RadarSistema de control de tiro       | Oerlikon Contraves                    |
| Thales Squire                         |                                       | Francia                               | Radar                                 | Thales Group                          |

### Vehículos aéreos no tripulados (VANT)
| Nombre      | Imagen | Origen    | Tipo   | Misión                                        | Fabricante      |
| Drones      | Drones | Drones    | Drones | Drones                                        | Drones          |
| ----------- | ------ | --------- | ------ | --------------------------------------------- | --------------- |
| ATE Vulture |        | Sudáfrica | VANT   | Localización de objetivosReconocimiento aéreo | Paramount Group |
| Seeker 400  |        | Sudáfrica | VANT   | Localización de objetivosReconocimiento aéreo | Denel Dynamics  |

### Sistemas de visión térmica
| Nombre         | Imagen         | Origen         | Tipo           | Fabricante     |
| Visión térmica | Visión térmica | Visión térmica | Visión térmica | Visión térmica |
| -------------- | -------------- | -------------- | -------------- | -------------- |
| Thales Sophie  |                | Francia        | Cámara térmica | Thales Group   |